# Пецица фиолетовая
Пеци́ца фиоле́товая (лат. Peziza violacea) — вид грибов, входящий в род Пецица (Peziza) семейства Пецицевые (Pezizaceae).

## Описание
Чашевидный или блюдцевидный дискомицет. Плодовое тело 0,5—3 см в диаметре, неглубокое. Внутренняя спороносная поверхность (гименофор) сиреневая, фиолетовая или красновато-фиолетовая, гладкая. Внешняя стерильная поверхность бледная, серовато-сиреневатая до бледно-коричневой. Иногда имеется небольшая ложная ножка.
Мякоть бледно-сиреневая, тонкая, хрупкая, без особого вкуса и запаха.
Споры белые в массе, 13—17×7—10 мкм, эллиптической формы, без капель-гуттул, с гладкой поверхностью. Аски восьмиспоровые, 300—340×10—11 мкм, цилиндрические, с амилоидными концами. Парафизы булавовидные, с изогнутыми концами.
Пищевого значения гриб не имеет из-за отсутствия выраженного вкуса и тонкой мякоти. Указывается как съедобный гриб, однако редко собирается.

### Сходные виды
- Peziza arenaria Osbeck, 1763 произрастает на дерновой земле в лесах, отличается более крупными (17—22×8—11 мкм) спорами.
- Peziza azureoides Donadini, 1982 произрастает на дерновой земле в лесах, отличается очень яркой сиреневой окраской.
- Peziza exogelatinosa K.Hansen & Sandal, 1998 произрастает на земле, отличается от всех пециц подобной окраски более узкими и длинными спорами.
- Peziza gerardii Cooke, 1875 произрастает на земле, отличается орнаментированными спорами с масляными капельками.
- Peziza griseorosea W.R.Gerard, 1875 — небольшой вид с сильно орнаментированными спорами 14—18×7—10 мкм.
- Peziza howsei Roze & Boud., 1879 отличается более крупными (17—22×8—11 мкм) бородавчатыми спорами, растёт на дерновой земле или на гниющей лиственной древесине.
- Peziza lobulata (Velen.) Svrček, 1976 растёт на земле и древесине лиственных пород, отличается изогнутыми парафизами и более мелкими (13—15,5×7—8,5 мкм) спорами.
- Peziza praetervisa Bres., 1897 также растёт на пожарищах, отличается орнаментированными спорами с двумя капельками.

## Экология и ареал
Широко распространена в Европе и Северной Америке, однако встречается довольно редко. Произрастает небольшими группами на пожарищах и кострищах, в основном весной и в начале лета.

## Синонимы
- Aleuria violacea (Pers.) Gillet, 1879
- Galactinia violacea (Pers.) Svrček & Kubička, 1961
- Humaria violacea (Pers.) Sacc., 1889
- Peziza sublilacina Svrček, 1976